# 布兰德-纳格贝格
布兰德-纳格贝格是奥地利下奥地利州格明德县的一个市镇。总面积36.63平方公里，总人口1758人，人口密度48.0人/平方公里（2005年）。